# БРЭМ-80У
БРЭМ-80У — бронированная ремонтно-эвакуационная машина (разработанный в омском конструкторском бюро ОАО КБТМ), способная вытаскивать технику с поля боя и под огнём противника. Стоит на вооружении Национальной гвардии Республики Кипр, где сменила БРЭМ-1.

## Описание конструкции
Важнейшим её элементом являются машины комплексного ремонта и эвакуации БТВТ в передовых эшелонах войск при отсутствии производственных помещений и стационарного оборудования. В большинстве танкопроизводящих государств для этих целей разработаны и выпускаются многофункциональные бронированные ремонтно-эвакуационные машины (БРЭМ).
До последнего времени такой машиной в российской армии была БРЭМ-1, созданная на базе танков семейства Т-72. С поступлением на вооружение танков Т-80 при их эксплуатации возникают трудности из-за усложнения материально-технического снабжения танковых подразделений. Кроме того, технические характеристики БРЭМ-1, разработанной Конструкторским бюро транспортного машиностроения более двадцати лет назад, не в полной мере удовлетворяют современным требованиям. Выход на международный рынок танка Т-80У выявил естественное желание покупателей иметь и соответствующую ему БРЭМ. Учитывая потребности внутреннего и внешнего рынков, ГП «Конструкторское бюро транспортного машиностроения» разработало, а ПО «Завод транспортного машиностроения» освоило на базе танка Т-80У производство новой бронированной ремонтно-эвакуационной машины БРЭМ-80У. Сохраняя общие технические характеристики танка Т-80У по удельной мощности, скоростям движения, преодолеваемым препятствиям и т. п., этой машине приданы повышенные возможности использования специального оборудования. Главная лебёдка развивает непосредственное тяговое усилие 35 тс, а с использованием полиспаста оно максимально достигает 140 тс, что превышает характеристики лебёдки БРЭМ-1 (25 тс и 100 тс соответственно). Кроме того лебёдка БРЭМ-80У имеет лучшие показатели как по скорости выдачи троса — 50 м/мин. вместо 20 м/мин. у БРЭМ-1, так и по скорости намотки — 17 и 50 м/мин. вместо 13 м/мин. Наличие двух скоростей намотки, одна из которых в три раза больше другой, сокращает время, экономит ресурс и топливо при вытаскивании легкозастрявших и лёгких машин. Тяговое усилие вспомогательной лебёдки БРЭМ-80У также увеличено до 1 тс, что в два раза превышает усилие лебёдки БРЭМ-1 и позволяет проводить более широкую номенклатуру работ.
Грузоподъёмность крана повышена с 12 до 18 т. Это, а также новая конфигурация стрелы крана позволяют при ремонтных работах поднимать башню танка с боекомплектом.
Экипаж машины состоит из четырёх человек: механика-водителя, командира, слесаря-специалиста по системам и сварщика-такелажника. Кроме того установлено сиденье для пятого человека, что позволяет, при необходимости, иметь на БРЭМ ещё одного специалиста либо вывозить раненых с поля боя.
Для войскового ремонта танков Т-80У машина комплектуется запасными частями и инструментом, которые размещаются в двух контейнерах на грузовой платформе.
Вооружение БРЭМ состоит из зенитной пулемётной установки калибра 12,7 мм открытого типа, четырёх автоматов АКС-74, ручного гранатомёта РПГ-7 и сигнального пистолета. Маскировка на поле боя осуществляется пуском дымовых гранат.
Питание электросварочного оборудования обеспечивается независимым электроагрегатом с приводом от вспомогательного газотурбинного двигателя мощностью 24,5 л. с. Благодаря этому экономятся топливо и ресурс основного двигателя.
Для улучшения условий работы экипажа в различных климатических зонах на машине установлен кондиционер.
Для сохранности дорожных покрытий на БРЭМ возможна установка асфальтоходной гусеницы.